# Henry Garrett
Henry Garrett es un actor inglés.

## Biografía
Henry estudió en el prestigioso estudio Lee Strasberg de Nueva York.

## Carrera
En el 2007 apareció en un episodio de la serie médica Casualty dando vida a Jason Fletcher.
En el 2008 apareció como invitado en la serie policíaca The Bill donde interpretó al estríper Tom Norris.
En el 2012 dio vida a un guardia de Bagram en la película Zero Dark Thirty.
En el 2014 apareció en la película Pride protagonizada por Bill Nighy e Imelda Staunton.
En el 2017 aparecerá en la película Beauty and the Beast donde interpretará al Rey.

## Filmografía

### Series de televisión
| Año  | Título                         | Personaje        | Notas                                                            |
| ---- | ------------------------------ | ---------------- | ---------------------------------------------------------------- |
| 2015 | New Tricks                     | Gareth Clarke    | episodio "Lottery Curse"                                         |
| 2015 | Atlantis                       | Diocles          | 2 episodios                                                      |
| 2015 | Poldark                        | Capitán McNeil   | episodio # 1.7                                                   |
| 2015 | Foyle's War                    | Neville Smith    | episodio "Elise"                                                 |
| 2014 | Peaky Blinders                 | Clive Macmillan  | 2 episodios                                                      |
| 2012 | Holby City                     | Charlie Marsdyke | episodio "You and Me"                                            |
| 2011 | Waking the Dead                | Greg Potts       | episodio "Waterloo, Part 2"                                      |
| 2010 | Midsomer Murders               | John Kinsella    | episodio "The Noble Art"                                         |
| 2010 | Ashes to Ashes                 | Steve Smith      | episodio # 3.3                                                   |
| 2010 | Missing                        | Matthew Green    | episodio # 2.9                                                   |
| 2010 | Material Girl                  | Joel             | episodio # 1.6                                                   |
| 2009 | Mistresses                     | Joven Hombre     | episodio # 2.1                                                   |
| 2009 | Skins                          | Danny            | 2 episodios                                                      |
| 2008 | The Bill                       | Tom Norris       | 4 episodios                                                      |
| 2008 | Doctors                        | Brian Ridgly     | episodio "Destiny Day"                                           |
| 2008 | EastEnders                     | Dean             | episodio del 8 de julio                                          |
| 2008 | Human Body: Pushing the Limits | Bombero          | episodio "Brain Power"                                           |
| 2007 | Casualty                       | Jason Fletcher   | episodio "(What's So Funny 'Bout) Peace, Love and Understanding" |

### Películas
| Año  | Título               | Personaje     | Notas |
| ---- | -------------------- | ------------- | --- |
| 2017 | Beauty and the Beast | El Rey        | junto a Emma Watson, Dan Stevens, Luke Evans, Ewan McGregor, Emma Thompson, Ian McKellen y Stanley Tucci                   |
| 2014 | A Little Chaos       | Vincent       | junto a Alan Rickman, Matthias Schoenaerts, Danny Webb, Kate Winslet, Cathy Belton, Steven Waddington y Adrian Scarborough |
| 2014 | Happy Thoughts       | Peter         | corto - junto a Maya Markelle y Gintare Parulyte                                                                           |
| 2014 | Pride                | Hombre        | junto a Bill Nighy, Imelda Staunton, Dominic West, Paddy Considine, Andrew Scott Faye Marsay y Freddie Fox                 |
| 2012 | Zero Dark Thirty     | Guardia       | junto a Jessica Chastain, Jason Clarke, Reda Kateb, Kyle Chandler, Jennifer Ehle, Harold Perrineau y Jeremy Strong         |
| 2012 | Red Tails            | Hart          | junto a Terrence Howard, Cuba Gooding Jr., Nate Parker, David Oyelowo, Tristan Wilds, Ne-Yo, Bryan Cranston y Lee Tergesen |
| 2011 | The Wicker Tree      | Steve Thomson | junto a Graham McTavish, Christopher Lee, Jacqueline Leonard, Honeysuckle Weeks, Clive Russell y Brittania Nicol           |